# 神楽町 (名古屋市)
神楽町（かぐらちょう）は、愛知県名古屋市中区・東区の地名。1丁目から3丁目までが所在していた。 1966年（昭和41年）中区錦三丁目、1976年（昭和51年）東区東桜一丁目に編入され、消滅している。

## 地理
東は武平町3丁目・駿河町1丁目・武平町4丁目、西は大津町5丁目・朝日町1丁目、南は朝日町1丁目・宝町2丁目・下市場町2丁目・宝町3丁目・久屋町6丁目・武平町4丁目、北は大津町5丁目・東桜町2丁目・小市場町1丁目・東桜町3丁目・久屋町5丁目・武平町3丁目に接していた。

### 学区
- 高等学校 - 尾張学区
- 中学校 - 名古屋市立丸の内中学校・名古屋市立冨士中学校
- 小学校 - 名古屋市立名城小学校[3]・名古屋市立東桜小学校[4]

### 人口
国勢調査による人口の推移
| 東区 | 中区 |

|  |  |

|  |  |

|  |  |

|  |

|  |

## 歴史

### 地名の由来
久屋町筋と武平町筋の間の神楽坂の名称によるという。

### 沿革
- 明治4年9月29日 - 宮町の大津町以東が独立し、愛知郡神楽町として成立[1]。
- 1878年（明治11年）12月20日 - 名古屋区成立に伴い、同区神楽町となる[8]。
- 1889年（明治22年）10月1日 - 名古屋市成立に伴い、同市神楽町となる[8]。
- 1908年（明治41年）4月1日 - 東区成立に伴い、同区神楽町となる[8]。
- 1944年（昭和19年）2月11日 - 栄区成立に伴い、同区神楽町となる[8]。
- 1945年（昭和20年）11月3日 - 栄区廃止に伴い、中区神楽町となる[8]。
- 1946年（昭和21年）4月15日 - 3丁目が東区神楽町3丁目となる[1]。
- 1966年（昭和41年）3月30日 - 住居表示の実施に伴い、中区神楽町1・2丁目が同区錦三丁目に編入され、消滅[1]。
- 1976年（昭和51年）1月18日 - 住居表示の実施に伴い、東区神楽町3丁目が同区東桜一丁目に編入され、消滅[2]。